# Северноморска империя
Северноморската империя или още Англо-Скандинавската империя са термини, използвани от историците за обозначаване на личния съюз на кралствата Англия, Дания и Норвегия през по-голямата част от периода между 1013 и 1042 г. към края на епохата на викингите. Тази ефимерна империя, управлявана от норвежците, е таласокрация, нейните компоненти са свързани само и зависят от морето. Първият крал, който обединява и трите кралства, е Суейн Форкбрад, крал на Дания от 986 г. и на Норвегия от 1000 г., когато завладява Англия през 1013 г. Той умира на следващата година и царството му е разделено. Синът му Кнут Велики придобива Англия през 1016 г., Дания през 1018 г. и Норвегия през 1028 г. Той умира през 1035 г. и царството му отново е разделено, но неговият наследник в Дания, Хартакнут, наследява Англия през 1040 г. и я управлява до смъртта си. В разгара на своята мощ, когато Кнут управлява и трите кралства (1028 – 1035), той е най-могъщият владетел в Западна Европа след императора на Свещената Римска империя.